# 章郭巷9号民居
章郭巷9号民居位于中华人民共和国浙江省金华市兰溪市云山街道城区天福山北麓章郭巷9号，为建于明代早中期的楼上厅式民居建筑。建筑由两组院落组成，东侧主体建筑坐南朝北，西侧附属建筑坐东朝西。2020年修缮，现状空置。